# Aphanizomenon flosaquae
Espèce
Synonymes
- Anabaena flos-aquae (Linnaeus) Bory[2]
- Aphanizomenon americanum E.G.Reinhard 1896[1]
- Aphanizomenon cyaneum Ralfs ex Bornet & Flahault 1888[1]
- Aphanizomenon flos-aquae (préféré par NCBI)[3]
- Aphanizomenon holtsaticum Richter 1891[1]
- Byssus flos-aquae Linnaeus 1753[1],[2]
- Conferva flosaquae (Linnaeus) Roth 1806[1]
- Conferva flos-aquae (Linnaeus) Roth[2]
- Limnochlide flosaquae (Linnaeus) Kützing 1843[1]
- Limnochlide flos-aquae (Linnaeus) Kützing[2]
- Micraloa flosaquae (Linnaeus) Trevisan 1845[1]
- Micraloa flos-aquae (Linnaeus) Trevisan[2]
- Nostoc flosaquae (Linnaeus) Lyngbye 1819[1]
- Nostoc flos-aquae (Linnaeus) Lyngbye[2]
- Nostoc papyraceum S.F.Gray 1821[1]
- Oscillatoria flosaquae (Linnaeus) C.Agardh 1812[1]
- Oscillatoria flos-aquae (Linnaeus) C. Agardh[2]
- Sphaerozyga flos-aquae (Linnaeus) Corda[2]
- Sphaerozyga flosaquae (Linnaeus) Corda 1836[1]
- Trichormus flosaquae (Linnaeus) Ralfs 1850[1]
- Trichormus flos-aquae (Linnaeus) Ralfs[2]

Aphanizomenon flosaquae, ou algue bleu-vert du lac Klamath (AFA), est une espèce de cyanobactéries de la famille des Aphanizomenonaceae.
L'absence de microcystine doit être démontré pour chaque lot commercialisé.
Elle augmente le taux de cellules-souches en circulation.

## Liste des variétés et non-classés
Selon NCBI (14 mai 2018) :
- variété Aphanizomenon flos-aquae var. flos-aquae
- variété Aphanizomenon flos-aquae var. klebahnii

Selon BioLib (14 mai 2018) :
- variété Aphanizomenon flos-aquae var. klebahnii Elenkin